# Tú Xuyên
Tú Xuyên là một xã thuộc huyện Văn Quan, tỉnh Lạng Sơn, Việt Nam.
Xã Tú Xuyên có diện tích 48,54 km², dân số năm 1999 là 2.772 người, mật độ dân số đạt 57 người/km².
Theo thống kê năm 2019, xã Tú Xuyên có diện tích 48,54 km², dân số là 2.625 người, mật độ dân số đạt 54 người/km².